# Amandina Lihamba
Amandina Lihamba (Morogoro, 1944) és una actriu i escriptora tanzana. Va estudiar art dramàtic a la Universitat Yale i es va doctorar a la Universitat de Leeds en 1985. És professora de la Universitat de Dar es Salaam.

## Obres
- Hawala ja fedha [El mandat] (1980), basada en un relat de Ousmane Sembène.
- Harakati za ukombozi [Lluites d'alliberament] (1982), amb Penina Muhando i Ndyanao Balisidya.
- Mkutano wa pili wa ndege [El segon congrés d'aus] (1992).

## Pel·lícules
- The Marriage of Mariamu (1985)
- Khalfan & Zanzibar (1999)
- Maangamizi: The Ancient One (2001)